# Mojster in Margareta (film, 1972)
Mojster in Margareta ([Мајстор и Маргарита/Majstor i Margarita] Napaka: {{Jezik-xx}}: Non-latn text (pos $1)/Latn script subtag mismatch (pomoč), italijansko Il maestro e Margherita) je italijansko-jugoslovanski fantazijsko-dramski film iz leta 1972, ki ga je režiral Aleksandar Petrović. Ohlapno temelji na istoimenskem romanu Mihaila Bulgakova iz leta 1940, posebej na delu romana, ki se dogaja v Moskvi v 1920-tih letih. V glavnih vlogah nastopajo Ugo Tognazzi, Mimsy Farmer, Alain Cuny, Bata Živojinović, Pavle Vuisić, Fabijan Šovagović, Ljuba Tadić, Taško Načić in Danilo Stojković.
Film je bil premierno prikazan 15. julija 1972 v jugoslovanskih kinematografih in je naletel na dobre ocene kritikov. Na Puljskem filmskem festivalu je osvojil glavno nagrado velika zlata arena za najboljši jugoslovanski film, ob tem pa še nagradi za najboljšo režijo (Petrović) in glavnega igralca (Živojinović). Bil je jugoslovanski kandidat za oskarja za najboljši tujejezični film na 45. podelitvi, toda ni prišel v ožji izbor. Prikazan je bil v tekmovalnem programu Mednarodnega filmskega festivala v Chicagu, kjer je bil nominiran za glavno nagrado zlati Hugo.

## Vloge
- Ugo Tognazzi kot Mojster
- Mimsy Farmer kot Margarita
- Alain Cuny kot Woland
- Bata Živojinović kot Korovjev
- Pavle Vuisić kot Azazello
- Fabijan Šovagović kot Berlioz
- Ljuba Tadić kot Poncij Pilat
- Taško Načić kot Rimski
- Danilo Stojković kot Bobov
- Fahro Konjhodžić kot Lavrovič
- Zlatko Madunić kot Oskar Danilovič
- Radomir Reljić kot Jezus Kristus
- Janez Vrhovec kot Latunski